# Menza (řeka)
Menza nebo Minčži (rusky Менза nebo Минчжи, mongolsky Минз гол) je řeka v Mongolsku (Chentijský, Centrální a Selengský ajmag) a v Rusku (Zabajkalský kraj). Je 337 km dlouhá, z čehož je 192 km v Mongolsku. Povodí má rozlohu 13 800 km².

## Průběh toku
Pramení na severním svahu Chentijských hor v Mongolsku. Teče hornatou krajinou a vytváří peřeje. Ústí zleva do řeky Čikoj (povodí Selengy).

## Vodní stav
Zdrojem vody jsou převážně dešťové srážky. Vodnost řeky stoupá v létě. Průměrný roční průtok ve vzdálenosti 12 km od ústí činí 89,9 m³/s,